# Tracheloptychus
Tracheloptychus – rodzaj jaszczurek z podrodziny Zonosaurinae w obrębie rodziny tarczowcowatych (Gerrhosauridae).

## Zasięg występowania
Rodzaj obejmuje gatunki występujące na Madagaskarze. 

## Systematyka
Rodzaj zdefiniował w 1854 roku niemiecki zoolog Wilhelm Peters w artykule poświęconym nowym płazom wraz z przeglądem taksonomicznym jaszczurek i węży opublikowanym w czasopiśmie Bericht über die zur Bekanntmachung geeigneten Verhandlungen der Konigl. Preuss. Akademie der Wissenschaften zu Berlin. Gatunkiem typowym jest (oznaczenie monotypowe) Tracheloptychus madagascariensis. 

### Etymologia
Tracheloptychus: gr. τραχηλος trakhēlos ‘szyja’; πτυξ ptux, πτυχος ptukhos ‘warstwa, fałda’, od πτυσσω ptussō ‘sfałdować’.

### Podział systematyczny
Do rodzaju należą następujące gatunki: 
- Tracheloptychus madagascariensis Peters, 1854
- Tracheloptychus petersi Grandidier, 1869